# Handroanthus ochraceus
Handroanthus ochraceus là một loài thực vật có hoa trong họ Chùm ớt. Loài này được (Cham.) Mattos mô tả khoa học đầu tiên năm 1970.